# Venas digitales plantares
Las venas digitales plantares son venas provenientes de las superficies plantares de los dedos del pie, que se unen al nivel de los surcos para formar las venas metatarsianas plantares.

## Trayecto
Nacen a partir de plexos venosos en las superficies plantares de los dedos de los pies, y, tras enviar venas intercapitulares para unirse a las venas digitales dorsales, se unen entre ellas para formar las venas metatarsianas plantares.